# Qəbələ FK
Qəbələ FK (azer. Qəbələ Futbol Klubu) – azerski klub piłkarski, z siedzibą w mieście Qəbələ, grający w Premyer Liqası.

## Historia
Chronologia nazw:
- 2005—2006: Göy Göl Xanlar
- 2006: Gilan Xanlar
- 2006—2007: Gilan Qəbələ
- od 2007: Qəbələ PFK

Drużyna piłkarska Göy Göl została założona w mieście Xanlar w 2005.
W sezonie 2005/06 debiutował w pierwszej lidze Azerbejdżanu i zdobył awans do najwyższej ligi. Sponsorem klubu została firma Gilan i klub przyjął tę nazwę. Tak jak właściciel firmy "Gilan Holding" mieszkał w Qəbələ, to klub również przeniósł się do tego miasta, a 31 sierpnia 2007 zmienił nazwę na Qəbələ PFK.

## Sukcesy
- Srebrny medal mistrzostw Azerbejdżanu: 2017, 2018
- Brązowy medal mistrzostw Azerbejdżanu: 2014, 2015, 2016
- Puchar Azerbejdżanu: 2018/19, 2022/23
- Finał Pucharu Azerbejdżanu: 2013/2014, 2016/2017, 2017/2018
- Awans do fazy grupowej Ligi Europy: 2015, 2016

## Piłkarze

### Aktualny skład
Stan na 18 stycznia 2022
| Nr | Poz. | Piłkarz                 |
| -- | ---- | ----------------------- |
| 1  | BR   | Christophe Atangana     |
| 4  | OB   | Ruan Renato             |
| 5  | PO   | Isnik Alimi             |
| 6  | PO   | Kamal Mirzəyev          |
| 7  | NA   | Ehtiram Şahverdiyev     |
| 8  | PO   | Stefan Vukčević         |
| 9  | PO   | Fernán López            |
| 10 | NA   | Omar Hani               |
| 11 | PO   | Asif Mammadov (kapitan) |
| 12 | OB   | Rufat Ahmadov           |
| 14 | NA   | Ülvi İsgəndərov         |
| 17 | NA   | Yaovi Akakpo            |
| 18 | NA   | Mehrac Bakhshali        |

| Nr | Poz. | Piłkarz                                     |
| -- | ---- | ------------------------------------------- |
| 19 | NA   | Rövlan Muradov                              |
| 20 | PO   | Rauf Rüstamli                               |
| 23 | BR   | Raphael Alemão                              |
| 27 | OB   | Məqsəd İsayev                               |
| 28 | OB   | Murad Musayev                               |
| 33 | OB   | Hüseyn Mürsalov                             |
| 34 | OB   | Ürfan Abbasov                               |
| 36 | BR   | Elməddin Sultanov                           |
| 77 | NA   | Emil Safarov                                |
| 88 | PO   | Gülaga Asadov                               |
| 94 | BR   | Nicat Mehbalıyev (wypożyczony z Sabah Baku) |
|    | NA   | Patrick (wypożyczony z Admiry Mödling)      |

## Europejskie puchary
Legenda do wszystkich tabel:
- Q – runda eliminacyjna, 1/16, 1/8, 1/4, 1/2 – odpowiednia faza rozgrywek, Grupa – runda grupowa, 1r gr – pierwsza runda grupowa, 2r gr – druga runda grupowa, F – finał, R – runda, PO – play-off
- k. – rzuty karne, los. – losowanie, Dogr. – dogrywka, w. – zasada bramek strzelonych na wyjeździe

| Sezon   | Rozgrywki               | Runda   | Klub                  | Dom | Wyjazd | Ogólnie    |
| ------- | ----------------------- | ------- | --------------------- | --- | ------ | ---------- |
| 2014/15 | Liga Europy             | 1Q      | Široki Brijeg         | 0–2 | 0–3    | 0–5        |
| 2015/16 | Liga Europy             | 1Q      | Dinamo Tbilisi        | 2–0 | 1–2    | 3–2        |
| 2015/16 | Liga Europy             | 2Q      | Čukarički             | 2–0 | 0–1    | 2–1        |
| 2015/16 | Liga Europy             | 3Q      | Apollon Limassol      | 1–0 | 1–1    | 2–1        |
| 2015/16 | Liga Europy             | PO      | Panathinaikos AO      | 0–0 | 2–2    | 2–2, w.    |
| 2015/16 | Liga Europy             | Grupa C | Borussia Dortmund     | 1–3 | 0–4    | 4. miejsce |
| 2015/16 | Liga Europy             | Grupa C | PAOK FC               | 0–0 | 0–0    | 4. miejsce |
| 2015/16 | Liga Europy             | Grupa C | FK Krasnodar          | 0–3 | 1–2    | 4. miejsce |
| 2016/17 | Liga Europy             | 1Q      | SK Samtredia          | 5–1 | 1–2    | 6–3        |
| 2016/17 | Liga Europy             | 2Q      | MTK Budapest          | 2–0 | 2–1    | 4–1        |
| 2016/17 | Liga Europy             | 3Q      | Lille OSC             | 1–0 | 1–1    | 2–1        |
| 2016/17 | Liga Europy             | PO      | NK Maribor            | 3–1 | 0–1    | 3–2        |
| 2016/17 | Liga Europy             | Grupa C | RSC Anderlecht        | 1–3 | 1–3    | 4. miejsce |
| 2016/17 | Liga Europy             | Grupa C | AS Saint-Étienne      | 1–2 | 0–1    | 4. miejsce |
| 2016/17 | Liga Europy             | Grupa C | 1. FSV Mainz 05       | 2–3 | 0–2    | 4. miejsce |
| 2017/18 | Liga Europy             | 2Q      | Jagiellonia Białystok | 1–1 | 2–0    | 3–1        |
| 2017/18 | Liga Europy             | 3Q      | Panathinaikos AO      | 1–2 | 0–1    | 1–3        |
| 2018/19 | Liga Europy             | 1Q      | Progrès Niedercorn    | 0–2 | 1–0    | 1–2        |
| 2019/20 | Liga Europy             | 2Q      | Dinamo Tbilisi        | 0–2 | 0–3    | 0–5        |
| 2022/23 | Liga Konferencji Europy | 2Q      | Fehérvár              | 2–1 | 1–4    | 3–5        |
| 2023/24 | Liga Konferencji Europy | 2Q      | Omonia Nikozja        | 2–3 | 1–4    | 3–7        |